# Чифлик (община Демир Капия)
Вижте пояснителната страница за други значения на Чифлик.
Чифлик (на македонска литературна норма: Чифлик) е село в Северна Македония, в община Демир Капия.

## География
Селото е разположено на три километра югозападно от град Демир Капия.

## История
В XIX век Чифлик е малко българско село в Тиквешка кааза на Османската империя. Църквата „Свети Атанасий“ е от 1857 година.
Според статистиката на Васил Кънчов („Македония. Етнография и статистика“) от 1900 година Будур Чифлик има 90, а Янков чифлик - 95 жители българи.
Всички християнски жители на Барово са под върховенството на Българската екзархия. По данни на секретаря на екзархията Димитър Мишев („La Macédoine et sa Population Chrétienne“) в 1905 година в Будур чифлик (Boudour-Tchiflik) има 108, а Янк чифлик (Yank-Tchiflik) – 64 българи екзархисти.
На етническата си карта от 1927 година Леонард Шулце Йена показва Янков чифлик (Yankof čiflik) като българско християнско село.